# Corrélation électronique
Dans les calculs quantique de  structure électronique, le terme de corrélation électronique décrit une part de l'énergie d'interaction entre électrons lié à leur influence mutuelle. Ce terme d’interaction représente la différence entre une solution Hartree Fock (sur une base  de déterminants de Slater, antisymétrisée vis-à-vis de l'échange de 2 électrons) et la solution exacte du problème (voir figure ci-dessous).

## Systèmes atomiques et moléculaires

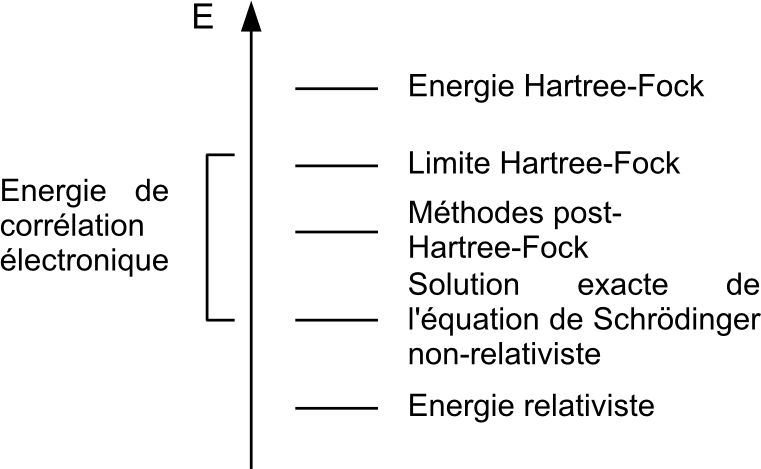
Énergie de corrélation électronique selon les différents niveaux de théorie de la résolution de l'équation de Schrödinger

Dans la méthode de Hartree-Fock en chimie quantique, la fonction d'onde antisymétrique est approximée par un seul déterminant de Slater. Les fonctions d'ondes exactes, cependant, ne peuvent généralement pas être exprimées comme déterminants simples. L'approximation d'un déterminant simple ne prend pas en compte la corrélation de Coulomb, ce qui conduit à une énergie électronique totale différente de la solution exacte de l'équation de Schrödinger non relativiste dans l'approximation de Born-Oppenheimer. Par conséquent, la limite Hartree-Fock est toujours au-dessus de cette énergie exacte. La différence est appelée énergie de corrélation, terme forgé par Löwdin.

Une certaine partie de la corrélation électronique est déjà considérée dans l'approximation Hartree-Fock, plus précisément dans le terme d'échange électronique décrivant la corrélation entre électrons avec des spins parallèles. La corrélation de base empêche deux électrons à spin parallèle de se trouver au même point de l'espace (selon le principe d'exclusion de Pauli), et est parfois appelée corrélation de Fermi. La corrélation de Coulomb, d'autre part, décrit la corrélation entre les positions spatiales des électrons de spin opposé en raison de la répulsion de Coulomb. Il y a aussi une corrélation liée à la symétrie globale ou au spin total du système considéré.

En termes simples, les orbitales moléculaires de la méthode Hartree-Fock sont optimisées en évaluant, dans chaque orbitale moléculaire, l'énergie d'un électron se déplaçant dans le champ moyen généré par les autres électrons, plutôt qu'en incluant la répulsion instantanée entre électrons.

## Systèmes cristallins
En physique de la matière condensée, les électrons sont typiquement décrits par rapport à la trame périodique des noyaux atomiques. Les électrons non interagissants sont décrits par des ondes de Bloch plutôt que par les orbitales utilisées dans les systèmes atomiques et moléculaires. Un certain nombre d'approximations théoriques a été proposé pour expliquer les corrélations électroniques dans ces systèmes cristallins.

Le modèle du liquide de Fermi des électrons corrélés dans les métaux peut expliquer la dépendance en température de la résistivité en termes d'interactions électron-électron.

La supraconductivité résulte des corrélations électroniques.

Le modèle de Hubbard est basé sur l'approximation « tight-binding », et peut expliquer les transitions conducteur-isolant dans les isolants de Mott comme les oxydes de métaux de transition par la présence d'interactions de Coulomb répulsives entre les électrons.

L'interaction RKKY peut expliquer les corrélations électroniques de spin entre les électrons profonds non appariés dans différents atomes dans un cristal conducteur par une interaction de second ordre propagée par les électrons de conduction.

Le modèle du liquide de Luttinger-Tomonaga fait l'approximation des interactions électron-électron de second ordre comme des interactions bosoniques.

## Considérations mathématiques
Pour deux électrons indépendants a et b,
{\displaystyle \rho (\mathbf {r} _{a},\mathbf {r} _{b})\sim \rho (\mathbf {r} _{a})\rho (\mathbf {r} _{b})},
où ρ(ra,rb) est la densité électronique jointe, ou la densité de probabilité de trouver l'électron a à ra et l'électron b à rb. Dans cette notation ρ(ra,rb)dradrb représente la probabilité de trouver les  deux électrons dans leurs éléments de volume respectifs dra et drb.

Si ces deux électrons sont corrélés, la probabilité de trouver l'électron a à une certaine position de l'espace dépend de la position de l'électron b et inversement. En d'autres termes, le produit de leurs fonctions de densité indépendantes ne décrit pas de manière adéquate la situation réelle. À distances faibles, la densité de paire non corrélée est trop importante ; à distances importantes, elle est trop faible (i.e. les électrons « cherchent à s'éviter »).